# Claus Sørensen (journalist)
 For alternative betydninger, se Claus Sørensen. (Se også artikler, som begynder med Claus Sørensen)
Claus Sørensen (født 5. august 1948 i København) er en dansk journalist, der fra 1998 til 2011 var ansvarhavende chefredaktør for Kalundborg Folkeblad og direktør i Medieselskabet Nordvestsjælland.
Claus Sørensen blev uddannet på Vejle Amts Folkeblad i 1966-69 og kom i 1971 til Dagbladet Vestkysten: 1971-72 lokalredaktør i Vojens, 1972-80 lokalredaktør i Sønderborg, 1980-91 lokalredaktør i Grindsted og 1991-98 (i.f.m. fusionen mellem Vestkysten og Jydske Tidende) udgaveredaktør på JydskeVestkysten med ansvar for avisens redaktioner i Nord-udgaven: Grindsted, Varde og Tarm.
Fra september 2011 i forbindelse med lukningen af Kalundborg Folkeblad og Holbæk Amts Venstreblad – og oprettelsen af det nye dagblad Nordvestnyt – ansat som kommunikations- og marketingchef og kommerciel redaktør i Medieselskabet Nordvestsjælland og adm. direktør for Ugebladet Vestsjælland.
Fra november 2012 redaktør på dagbladet Nordvestnyt og (frem til foråret 2013) fortsat adm. direktør for Ugebladet Vestsjælland. Fratrådt selskabet - siden 01.01.2013 en del af Sjællandske Medier - pr. 05.08.2013.